# Khetanamonyx retardatus
Khetanamonyx retardatus là một loài bọ cánh cứng trong họ Nemonychidae. Loài này được Zherikhin miêu tả khoa học đầu tiên năm 1993.